# Rosa stellata
Espèce
Rosa stellata, connu aussi comme le Rosier du désert ou Rosier de Sacramento, est une espèce de plantes à fleurs de la famille des Rosaceae. C'est un rosier nain, classé dans le sous-genre Hesperhodos,  originaire du sud-ouest des États-Unis (Arizona, Texas, Nouveau-Mexique).
L'épithète spécifique, stellata, fait référence aux poils étoilés qui ornent les jeunes tiges.
Il en existe trois sous-espèces et deux variétés :
- Rosa stellata Wooton subsp. abyssa A.M.Phillips,
- Rosa stellata Wooton subsp. mirifica (Greene) W.H.Lewis,
  - Rosa stellata Wooton subsp. mirifica (Greene) W.H.Lewis var. erlansoniae W.H. Lewis,
  - Rosa stellata Wooton subsp. mirifica (Greene) W.H.Lewis var. mirifica (Greene) Cockerell,
- Rosa stellata Wooton subsp. stellata.

Synonyme : 
- Hesperhodos stellatus Bouleng.
- Rosa mirifica Greene (pour la sous-espèce Rosa stellata var. mirifica).

## Description
C'est un arbrisseau bas, épineux, aux aiguillons blanc jaunâtre, un rosier nain aux tiges grisâtres à aiguillons blanchâtres et aux jeunes tiges couvertes de poils étoilés.
Les feuilles sont trifoliolées (rarement cinq folioles) et évoquent celles du fraisier ou du groseillier.
Les fleurs, simples, solitaires, d'un diamètre de 4 à 6 cm, sont rose pourpre.

## Utilisation
La variété mirifica est cultivée comme « rosier botanique » adapté aux situations sèches et ensoleillées.
Elle est plus haute et plus vigoureuse que le type botanique, les tiges ne portent pas de poils et les feuilles sont à 5 folioles. Les fleurs sont semblables.